# Maksymin Giraud
Maksymin Giraud, fr. Pierre Maximin Giraud (ur. 27 sierpnia 1835 w Corps, zm. 1 marca 1875 tamże) – świadek objawienia Matki Bożej w La Salette we Francji w dniu 19 września 1846.
Był synem Germana i Anny Marii Templier. Ojciec pochodził z Trieves i pracował w Corps jako kołodziej. Był dwa razy żonaty. Z pierwszego małżeństwa z Anną Marią Temlier miał czworo dzieci. Tylko dwoje z nich osiągnęło wiek dojrzały: Angelika (ur. w 1829) i Maksymin. Matka ich umarła na początku 1837 roku. Obarczony dwojgiem małych dzieci Giraud ożenił się ponownie w kwietniu tego samego roku z Marią Court, która dała mu dwoje dzieci. Pierwsze urodziło się martwe, drugie zaś umarło w 9. roku życia. Maria Court zmarła 24 stycznia 1848.

Do 11. roku życia Maksymin nie chodził do szkoły i nie potrafił czytać ani pisać, ani nie miał prawie żadnej wiedzy religijnej.
19 września 1846 był świadkiem, wraz z Melanią Calvat, objawienia Matki Bożej na górze wznoszącej się nad La Salette.
Po pobycie w małym seminarium La Côte-Saint-André i nieudanych próbach kontynuowania studiów, Maksymin na próżno próbował swoich sił w celu zdobycia jakiegoś zawodu. W końcu powrócił do swojego rodzinnego Corps, gdzie zmarł bardzo pobożnie w wieku 40 lat.
Ciało jego spoczywa na cmentarzu w Corps, a jego serce w bazylice Matki Bożej w La Salette.